# Denis Bećirović
Denis Bećirović est un homme d'État bosnien né le 18 novembre 1975. Il est membre de la présidence bosnienne depuis le 16 novembre 2022.

## Parcours politique
Membre du Parti social-démocrate, il est élu à la Chambre des représentants de 2006 à 2018 et à la Chambre des peuples de 2019 à 2022, année de son élection à la présidence bosnienne pour le siège bosniaque. Le 16 mars 2024, il devient président du collège présidentiel.